# Caffrocrambus angulilinea
Caffrocrambus angulilinea là một loài bướm đêm trong họ Crambidae.